# Henk Visser (atleet)
Henk Visser (Willemstad, 23 maart 1932 – Arnhem, 13 november 2015) was een Nederlandse atleet, die zich had toegelegd op de springnummers, met name het verspringen. Op dit atletiekonderdeel vestigde hij niet alleen een Nederlands, maar zelfs een Europees record. Hij werd driemaal geselecteerd voor de Olympische Spelen, waaraan hij daadwerkelijk tweemaal deelnam, met een zevende plaats als beste resultaat.

## Biografie

### In vijf jaar bijna meter verder
In 1951 veroverde Visser, nog als junior, zijn eerste nationale seniorentitel bij het hoogspringen, met een sprong over 1,813 m. Spectaculairder was echter in datzelfde jaar zijn Nederlandse verspringrecord bij de senioren. Nadat hij in juli voor het eerst de zeven-metergrens was gepasseerd en het Nederlandse jeugdrecord van 6,905 naar 7,03 had getild, nam hij enkele maanden later met een sprong van 7,48 ook het seniorenrecord over van Hannes de Boer, die dit vanaf 1928 met 7,37 in handen had gehad. Visser nestelde zich hiermee tevens aan de kop van de Europese ranglijst van 1951. Sindsdien wist hij er in vijf jaar tijd in drie stappen, via 7,525 in 1953 en 7,765 in 1956, met zijn uiteindelijke 7,98 (behalve een Nederlands, ook een Europees record) een halve meter aan toe te voegen.

### Op een na beste prestatie in Europa
Toen Visser op 17 september 1956 tijdens de internationale Roemeense kampioenschappen in Boekarest 7,98 sprong, was dit de beste in Europa geleverde prestatie sinds het olympische record van 8,06 van Jesse Owens op de Olympische Spelen van Berlijn in 1936. Het was bovendien de achtste wereldprestatie ooit en de beste in 1956. Visser sprong er zich mee in de kijker en was in één klap een belangrijke kandidaat voor een olympische medaille op de Olympische Spelen, die twee maanden later in Melbourne zouden plaatsvinden.

### Eerste Olympische Spelen in 1952
Zijn eerste olympische ervaring had Visser overigens al vier jaar eerder opgedaan, op de Spelen van Helsinki. Hij was dat jaar in Rotterdam Nederlands kampioen geworden met een sprong van maar liefst 7,57. Aanvankelijk ging men ervan uit, dat dit een Nederlands record was, totdat meer dan een jaar later op deze beslissing werd teruggekomen en alsnog werd vastgesteld, dat er in Rotterdam sprake was geweest van een teveel aan rugwind. Visser werd op basis van die prestatie echter wel geselecteerd voor Helsinki, waar hij als twintigjarige atleet de hooggespannen verwachtingen nog niet kon waarmaken. Na in de kwalificatie met de hakken over de sloot de finale te hebben bereikt (de kwalificatie-eis was 7,20 en Visser sprong 7,21), produceerde hij in de finale drie foutsprongen en keerde de talentvolle Nederlander met lege handen teleurgesteld huiswaarts. Saillant detail: de winnaar van het goud, de Amerikaan Jerome Biffle, won met een beste sprong van 7,57.

### Gepasseerd voor EK in Bern
Twee jaar later braken die foutsprongen in Helsinki Visser andermaal op. De uit het warme Curaçao afkomstige atleet, die slecht kon wennen aan het koude en klamme Nederlandse klimaat, had in 1953 en 1954 geen verdere vooruitgang geboekt ten opzichte van zijn recordsprong in 1952 en had zelfs weer het hoogspringen opgepakt, op welk nummer hij zowaar, naast zijn verspringtitels, in 1953 en '54 opnieuw nationaal goud veroverde. Het leidde ertoe, dat de KNAU te weinig perspectief zag voor deelname aan de Europese kampioenschappen in Bern en men liet hem dan ook thuis. Met die beslissing was lang niet iedereen binnen de Nederlandse atletiekwereld het eens, maar het was daarom niet minder een feit.

### Olympische droom in duigen
In 1956 wilde de Nederlandse verspringer, die sinds 1952 op dit nummer onafgebroken kampioen van Nederland was geweest, niets aan het toeval overlaten en dus was hij reeds op 29 oktober 1956 samen met zijn trainer Jo Grootewal naar Australië afgereisd, teneinde ruimschoots te kunnen acclimatiseren. De beslissing van het NOC van 7 november 1956 om de Spelen van Melbourne te boycotten in verband met de inval van de Sovjet-Unie in Hongarije en de bloedige strijd in de straten van Boedapest, die hiervan het gevolg was, kon voor Visser dan ook niet op een ongunstiger tijdstip plaatsvinden. Het beroofde hem van vrijwel zeker gewaand olympisch eremetaal en is van invloed geweest op het verdere verloop van zijn atletiekloopbaan.

### Goede vorm niet 'verzilverd' op EK
Het jaar na Melbourne was Visser duidelijk nog niet bekomen van de teleurstelling. Hij kwam zelden in actie, vertoonde zich slechts op enkele interlands en liet dat jaar ook de Nederlandse kampioenschappen aan zich voorbijgaan. Prestatief bleef hij een stuk verwijderd van zijn eerder bereikte niveau. Pas in 1958 hervond hij zijn oude vorm, hetgeen hij direct aan het begin van het seizoen bewees met sprongen van 7,72, 7,75 en 7,83. Ook op Europees niveau telde hij hiermee weer mee en aangezien er later dat jaar opnieuw Europese kampioenschappen gepland stonden, gaf dit nieuwe hoop. Bij de Nederlandse kampioenschappen verraste Visser vervolgens met een uitstekende overwinning op de 100 m in 10,5 s, een PR-prestatie. Door deze actie bleef er overigens weinig tijd over voor het verspringen, maar dat verhinderde hem niet om met één sprong over 7,21 zijn zesde verspringtitel voor zich op te eisen. Gezien zijn vorm was het daarom des te betreurenswaardiger, dat Visser de Europese kampioenschappen in Stockholm vanwege een blessure aan zich voorbij moest laten gaan. De winnende sprong van 7,81 van de Rus Igor Ter-Ovanesjan in ogenschouw nemend, was hij zeker niet kansloos geweest voor Europees goud.

### Vertrek naar Verenigde Staten
Begin 1959 vertrok Henk Visser, die aanvankelijk als kantoorbediende bij een scheepvaartmaatschappij had gewerkt, naar de Verenigde Staten. Hij had kans gezien om middels een studiebeurs een plekje te bemachtigen bij een Amerikaanse universiteit om daar te kunnen studeren en atletiek te bedrijven. Aanvankelijk leek dit het San José College te worden, maar toen bleek dat deze universiteit geen beurs voor atletiek kende, stapte hij samen met de Duitse sprintkampioen Armin Hary, die hij eveneens tot deze stap had weten te bewegen, over naar het Bakersfield College. Hiermee ging een lang vervulde wens van Visser in vervulling. Nederland was hem te klein en te koud, waar hij was voortgekomen uit warmere streken en zich ook slechts daar prettig en in conditie voelde.
Al gauw druppelden vanuit de VS goede prestaties van hem door. In Bakersfield (Californië) liep hij in april al een 220 yd horden in 23,9 en sprong hij 7,69 ver, gevolgd door een sprong over 8,05 in Texas. Daar had men echter verzuimd achter de balk een afscheiding aan te brengen, dus die sprong werd ongeldig verklaard. Dit was temeer jammer, daar kort ervoor Igor Ter-Ovanesian hem met een sprong van 8,01 zijn  Europese record afhandig had gemaakt. Ten slotte verscheen hij dat jaar met 7,79 toch weer bovenaan de lijst van beste Nederlanders. In de zomer eenmaal teruggekeerd in Nederland, maakte hij deel uit van een nationale ploeg die tegen een B-ploeg van Engeland aantrad, waarbij hij tot een beste sprong kwam van 7,55, nadat hij op de 100 yd niet verder was gekomen dan een vierde plaats in 10,3. Tegen een Frans B-ploeg deed hij het vervolgens beter met een beste sprong van 7,70. De Nederlandse kampioenschappen liet hij verder aan zich voorbijgaan.

### Voor de derde maal naar de Olympische Spelen
In 1960 vestigde Visser al vroeg de aandacht op zich door reeds in april in Santa Barbara 7,97 voor zich te laten opmeten. In feite bleef hij, om precies te zijn, slechts 0,6 cm verwijderd van zijn Europese recordprestatie uit 1956, want er werd onafgerond 7,974 voor hem opgetekend. Hij hield hiermee de beste drie verspringers van de Verenigde Staten achter zich en werd beloond met een grote bokaal voor de beste prestatie van de dag. Op een ander moment evenaarde hij op de 100 m zijn beste prestatie van 10,5 en liep hij in San Diego op de 100 yd met zijn 9,6 het dertig jaar oude Nederlandse record van 9,7 van Chris Berger uit de boeken. Toen hij vervolgens half juni bij de Amerikaanse universitaire kampioenschappen in Berkeley vlak achter Ralph Boston (7,76) bij het verspringen tweede werd met 7,75, leek de Nederlander er weer helemaal klaar voor te zijn om de confrontatie met de wereldtop op de Olympische Spelen in Rome aan te gaan.
Net als vier jaar ervoor vertrok Henk Visser eerder dan de rest van de Nederlandse ploeg naar de plaats, waar de Olympische Spelen zouden worden gehouden. De Nederlander prijkte vlak voordat de strijd in Rome zou losbarsten, met zijn 7,97 als derde op de wereldranglijst, achter de Amerikanen Ralph Boston met 8,21 en Mike Herman met 8,00. Logisch dus dat aan Visser opnieuw medaillekansen werden toegedicht. Wil je op Olympische Spelen echter scoren, dan moet je boven jezelf uitstijgen. In Rome slaagde Visser hierin wederom niet. Terwijl de Amerikanen Ralph Boston en Irvin Roberson met sprongen van 8,12 en 8,11 de dienst uitmaakten, bleef Visser steken op 7,66, drie centimeter te weinig om de finale te bereiken. Hij eindigde ermee als zevende.

### Conflict met KNAU
Over zijn terugreis raakte Visser vervolgens in conflict met de KNAU. Aangezien de geplande vlucht met een propellervliegtuig van de KLM in zijn ogen te lang ging duren om vervolgens snel naar Amerika te kunnen doorvliegen, boekte Visser een terugreis via Frankfurt met een jet van de Lufthansa, eerste klas. De meerkosten meende hij te kunnen verhalen op de KNAU. Dit schoot de bond in het verkeerde keelgat, die prompt zijn buitenlandse startvergunning introk en de Amerikaanse atletiekbond hiervan in kennis stelde. Hierop spande Visser een rechtszaak aan tegen de KNAU, terwijl hij intussen in Stockholm met een beste sprong van 7,73 een wedstrijd won, zich niets aantrekkend van de actie van de KNAU. Medio december 1960 werd door de rechter vastgesteld, dat een procedure over een onkostenvergoeding zonder meer geen grond mocht zijn om de aanvraag voor een buitenlandse startvergunning te weigeren; die zou dus normaal door de KNAU in behandeling moeten worden genomen. Over de zaak van de onkostenvergoeding werd vervolgens een civiele procedure ingesteld, over de afloop waarvan door de KNAU, voor zover bekend, nooit nadere informatie is verstrekt.

### Einde atletiekloopbaan
Na 1960 was het gedaan met de atletiekloopbaan van Henk Visser. Wel liet hij zich in later jaren zo nu en dan zien in Nederland, bezocht Nederlandse kampioenschappen en interlands. Daarnaast was hij een fervent supporter van Feyenoord en reisde hij mee op de boot met supporters, toen de Rotterdamse club in Lissabon moest voetballen tegen Benfica.
In 1968 bleek Visser, blijkens een artikel in De Atletiekwereld van dat jaar, zich te hebben ontwikkeld tot een zakenman, die vanuit zijn woonplaats Santa Barbara sportkleding en -schoeisel exporteerde en verkocht. Het is onduidelijk hoelang hij hierin actief is geweest. In de jaren negentig keerde hij terug naar Nederland, waar hij zich vestigde in Arnhem. Sindsdien is er over zijn verblijfplaats en omstandigheden weinig bekend, zelfs niet bij zijn naaste familie.
Henk Visser is gedurende zijn gehele atletiekloopbaan lid geweest van het Amsterdamse AAC.

## Kampioenschappen

### Internationale kampioenschappen
| Onderdeel   | Titel               | Jaar |
| ----------- | ------------------- | ---- |
| verspringen | Roemeens kampioen   | 1956 |
|             | Amerikaans kampioen | 1960 |

### Nederlandse kampioenschappen
| Onderdeel    | Jaar                               |
| ------------ | ---------------------------------- |
| 100 m        | 1958                               |
| hoogspringen | 1951, 1953, 1954                   |
| verspringen  | 1952, 1953, 1954, 1955, 1956, 1958 |

## Persoonlijke records
| Onderdeel    | Prestatie      | Datum             | Plaats      |
| ------------ | -------------- | ----------------- | ----------- |
| 100 yd       | 9,6 s (ex-NR)  | 9 april 1960      | San Diego   |
| 100 m        | 10,5 s         | 6 juli 1958       | Rotterdam   |
| 200 m        | 21,3 s         | 1959              | Bakersfield |
| 110 m horden | 14,7 s         | 1959              | Amsterdam   |
| 200 m horden | 23,2 s         | 1960              |             |
| hoogspringen | 1,82 m ?       | 7 augustus 1954   | Tilburg     |
| verspringen  | 7,98 m (ex-AR) | 17 september 1956 | Boekarest   |

## Palmares

### 100 yd
- 1959: 4e Interl. Engeland (B-ploeg)-Ned. – 10,3 s

### 100 m
- 1957:  NK te Den Haag – 10,6 s
- 1958:  NK te Rotterdam – 10,5 s
- 1960:  Interl. België-Zwitserland-Ned. – 10,9 s

### hoogspringen
- 1951:  NK te Amsterdam – 1,813 m
- 1951: 6e Interl. België-Ned. – 1,75 m
- 1953:  NK te Den Haag – 1,77 m
- 1953: 6e Interl. België-Ned. – 1,70 m
- 1954:  NK te Tilburg – 1,82 m

### verspringen
- 1951: 4e NK – 6,89 m
- 1952:  Interl. Ned.-België – 6,87 m
- 1952:  NK te Rotterdam – 7,57 m (+ RW)
- 1952: NM OS (in kwal. 7,21 m)
- 1953:  NK – 7,285 m (+ RW)
- 1953:  Interl. België-Ned. – 7,19 m
- 1954:  Interl. Roemenië-Ned. – 7,25 m
- 1954:  NK – 7,06 m
- 1955:  Interland IJsland-Ned. – 7,07 m
- 1955:  NK – 7,04 m
- 1955: 6e Interl. Ned.-Duitsland – 5,86 m (blessure)
- 1956:  Interl. Duitsland-Ned. – 7,24 m
- 1956:  Interl. Tsjechoslowakije-Ned. – 7,09 m
- 1956:  NK te Rotterdam – 7,18 m
- 1956:  Open Roemeense kamp. – 7,98 m (AR)
- 1957:  Internat. Wedstrijden te Warschau – 7,30 m
- 1957:  Interl. Ned.-België – 7,45 m
- 1957:  Interl. Frankrijk-Ned. – 7,23 m
- 1958:  NK te Rotterdam – 7,21 m
- 1958: 4e Interl. Ned.-Duitsland – 6,99 m
- 1959:  Interl. Engeland (B-ploeg)-Ned. – 7,55 m
- 1959:  Interl. Frankrijk (B-ploeg)-Ned. – 7,70 m
- 1960:  Universitaire kamp. te Berkeley – 7,75 m
- 1960:  Amerikaanse kamp. te Bakersfield – 7,67 m
- 1960:  Interl. België-Zwitserland-Ned. – 7,67 m
- 1960: 7e OS – 7,66 m